# Acroglochin
Acroglochin, monotipski biljni rod iz porodice štirovki. Jedina priznata vrsta je A. persicarioides, jednogodišnja biljka koja naraste od 30 do 80cm, a raširena je na Himalajama u Aziji, od Pakistana do Kine.
Neki izvori kao priznate u rodu još vode vrste:
- Acroglochin muliensis (Soong) G.L.Chu
- Acroglochin multiflora (Soong) G.L.Chu
- Acroglochin persicarioides (Poir.) Moq.